# Historický Ježíš
Historický Ježíš je označení rekonstrukce života a učení Ježíše Nazaretského pomocí historicko-kritické metody, na rozdíl od církevní, resp. teologické christologické nauky (Kristus dogmatu) či jiných křesťanských interpretací Ježíše (Kristus víry). Bere rovněž v úvahu dobový a kulturní kontext, ve kterém Ježíš žil.
Od 18. století proběhly tři vlny hledání historického Ježíše, z nichž každá měla své charakteristiky a zakládala se na různých badatelských kritériích. Nadšení prvního hledání odeznělo po kritice Alberta Schweitzera z roku 1906, v níž upozornil na různé nedostatky přístupů, které se v jeho době používaly. Druhé hledání začalo v roce 1953 a uvedlo řadu nových postupů, ale vyčerpalo se již v 70. letech. Od 80. let pak skupina badatelů začíná třetí hledání, které pokračuje do nového století.
Existuje široký akademický konsenzus o samotné Ježíšově existenci, do určité míry také o základních událostech v jeho životě. Jednotlivé Ježíšovy portréty se však mezi sebou významně liší.

## Historické prameny
Tak jako při studiu kterékoli jiné historické postavy, i při studiu osoby Ježíše Nazaretského hrají prvořadou úlohu dobové historické prameny, a to antické prameny nekřesťanské (pohanské a židovské) a antické prameny křesťanské. Hodnověrnost těchto pramenů, kterou zkoumá kritika pramenů, pak umožňuje rekonstruovat do určité míry historický obraz Ježíšovy postavy.

### Římské prameny
Svědectví římských úředníků a historiků ze začátku 2. století dosvědčují, že se v dané době považuje Ježíšův život za fakt i v nekřesťanských kruzích. Gaius Plinius Caecilius Secundus mladší, místodržící římské provincie Bithýnie v letech 111–113, se dotazuje císaře Traiana, jak má nakládat s křesťany, kteří uctívají Krista, modlí se k němu a slaví rituály k jeho poctě, ač mimo to nečiní nic zlého:
Tvrdili však,… že mají ve zvyku se ve stanovený den před východem slunce scházet a společně prozpěvovat píseň Kristu jakožto Bohu, že se zavazují vzájemně přísahou nikoli k nějakému zločinu, nýbrž že se nebudou dopouštět krádeží, ani loupeží, ani cizoložství, že budou držet čestné slovo a věrnost…
Suetoniovo svědectví v Životopisech dvanácti císařů (kolem r. 120) dokazuje, že již před rokem 42 byli v Římě křesťané přítomní, že se na Ježíšově osobě neshodli se židy a že Kristovo jméno bylo pohanům známo:
Klaudius Židy, bouřící se pro pobuřovatele Krista (Chresta), vyhnal z Říma.
Římský historik Publius Cornelius Tacitus se při líčení požáru Říma za císaře Nerona zmiňuje o křesťanech a o Kristu coby historické osobnosti následovně:
Skrze lidskou pomoc, skrze dárky císaře, skrze oběti na uspokojení bohů se nedala vyvrátit špatná zvěst o tom, že požár byl založen z rozkazu. Proto Nero, aby všemu udělal konec a utišil řeči, obžaloval jiné z tohoto zločinu, a trestal je nejkrutějšími mukami – ty, kteří byli kvůli svým zločinům lidem nenáviděni a byli nazýváni christiani. Původce toho jména, Kristus, byl za vlády Tiberiovy popraven prokurátorem Pilátem z Pontia. Ač na okamžik potlačena, pověra ta vybuchla s novou silou, nejen v Judsku, odkud pochází, ale i v Římě, kde se sbírá z celého světa zlo a ohavnost.
Další fragment se dochoval v díle Chronografiai Iulia Africana a pochází z pera Tiberiova historika Thalla, s nímž Iulius polemizuje ohledně popisovaných okolností Ježíšovy smrti.

### Židovské prameny
V Židovských starožitnostech Flavia Iosepha se vyskytují dvě zmínky o Ježíšovi, označované jako testimonium flavianum. První ze zmínek, v níž se interpolace textu jeví jako nepravděpodobná, jmenuje Ježíše i s jeho přízviskem Kristus:
Protože Ananos měl takovou povahu, usoudil, že je vhodná chvíle, když Festus byl mrtvý a Albinus byl ještě na cestě, a svolal zasedání soudců, přivedl před ně Jakuba, bratra Ježíše, zvaného Kristus, a některé jiné. Obvinil je z porušování zákonů a předal je k ukamenování.
Autenticita druhé zmínky bývá zpochybňována s poukazem, že se může jednat o pozdější vsuvku. Roku 1971 byl nalezen arabský rukopis z 10. století, který potvrzuje teorie o pozdější interpolaci, avšak zároveň přináší text, který se zdá být textu původnímu nejbližší:
Toho času žil jeden moudrý muž, který se jmenoval Ježíš. Jeho chování bylo dobré a byl znám jako ctnostný. A mnozí z Židů a z ostatních národů se stali jeho učedníky. Pilát ho odsoudil k smrti na kříži. Ti však, kteří se stali jeho učedníky, neopustili jeho učednictví. Vyprávěli, že se jim zjevil tři dny po svém ukřižování a že byl živ. Snad to byl proto Mesiáš, o němž proroci vyprávěli podivuhodné věci.
Flavius Iosephus a Filón Alexandrijský (1. století) také poměrně podrobně a na mnoha místech popisují život a působení další významné novozákonní postavy, Piláta Pontského (srov. Filónovo Legatio ad Gaium, XXXVIII), a také židovských velekněží Annáše a Kaifáše, kteří podle novozákonního podání zorganizovali Kristovo ukřižování. Zasazení novozákonního příběhu do soudobého politického rámce tedy odpovídá nenovozákonním historickým pramenům. V roce 1990 byl nalezen údajný Kaifášův hrob, autenticita tohoto nálezu se však zpochybňuje. V nenovozákonních pramenech je bohatě doložen také Herodes Veliký a jeho syn Héródés Antipas, kteří hrají v Novém zákoně rovněž významnou úlohu.
Flavius Josephus také popisuje osobnost a život Jana Křtitele (Židovské starožitnosti 18.5.2), který byl dle novozákonního podání Ježíšovým příbuzným a předchůdcem v kazatelské činnosti. Flaviův popis Jana Křtitele se v obecných věcech shoduje s Novým zákonem, v důležitých detailech se ale odlišuje: Jan je charakterizován jako nekompromisní kazatel ctnosti a pokání, kterého dá Herodes zabít, protože se obává povstání (v Novém zákoně je to kvůli kritice Herodova incestního manželství, které Flavius také zmiňuje, ale v jiné souvislosti). O souvislosti Jana Křtitele s Ježíšem Flavius nehovoří. Pozdější interpolace z křesťanské strany, navrhovaná u předchozích zmínek, je v tomto případě, i pro částečné neshody s biblickým textem, velmi nepravděpodobná.
Mišna, která zahrnuje materiály z 1. až 3. století, Ježíšovo jméno neobsahuje, avšak Jeruzalémský i Babylónský talmud s Ježíšovou osobností polemizují, především s jeho údajným narozením z panny (traktát Bešabbat). Traktát Sanhedrin Babylónského Talmudu pak obsahuje zajímavou poznámku o Ješuovi,
jenž byl pověšen v předvečer Pesachu. Čtyřicet dní předtím herold zvěstoval: „Bude ukamenován, protože praktikoval magii, sváděl a mátl Izrael. Kdo chce svědčit v jeho prospěch, ať přijde a předloží své svědectví. Protože takové svědectví na Ježíšovu obranu nikdo nepředložil, byl Ješua nakonec pověšen. 
V židovských pramenech se tedy mnoho zmínek o Ježíšovi nevyskytuje; toto mlčení lze vysvětlit konfliktem mezi židy a křesťany a nezájmem rabínů o Ježíšovu postavu. Tato reference je však zajímavá. Dozvídáme se tu, že v souladu s Biblí došlo k Ježíšově popravě v předvečer židovského svátku Pesach. Na první pohled nás může zarazit způsob popravy pověšením, ale i Nový zákon používá tohoto variantního výrazu pro ukřižování (Gal. 3.13, Lukáš 23:39). 

### Křesťanské prameny

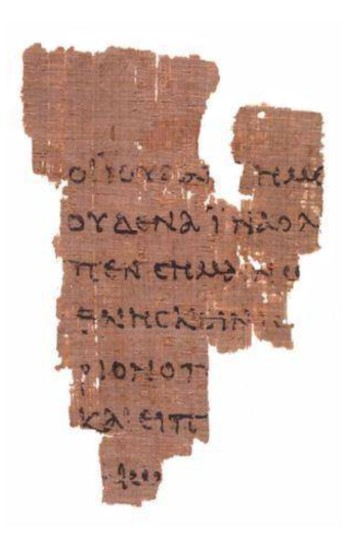
Papyrus P 52 je nejstarším dochovaným rukopisným zlomkem jednoho spisu z pozdějšího kodexu Nového zákona s textem Janova evangelia. Datuje se okolo roku 125 a je tedy v současnosti nejstarším dochovaným dokumentem vztahujícím se k Ježíšově osobě

Většina informací o životě Ježíše Krista pochází z křesťanských pramenů, především ze spisů Nového zákona, které začaly vznikat někdy po roce 40. Jedná se zejména o nejstarší Pavlovy listy a evangelia. Kromě spisů novozákonních pak mezi křesťanské prameny patří i spisy nekanonické, apokryfní. Hlavní otázkou pro historické studium Ježíšovy osobnosti představuje otázka, zda jsou tyto dokumenty historicky hodnověrné, či zda mají pouze legendární charakter (viz hodnověrnost pramenů).
Chronologicky nejstarší svědectví nabízí především korespondence Pavla z Tarsu. Listy redigované apoštolem v letech 50–58 obsahují jen málo zmínek o událostech Ježíšova života, s výjimkou jeho ukřižování a vzkříšení. Ježíš byl žid, patřil do rodu Davidova, byl zrazen v noci a zodpovědnost za jeho smrt mají židé. Pavel cituje čtyři Ježíšovy výroky, které nezaznamenávají kanonická evangelia. Zdá se, že Pavel zná již existující sbírky Ježíšových výroků. Z Pavlových listů lze rekonstruovat základní strukturu Ježíšova učení, totiž jeho etika postavená na lásce. Pavel tvrdí, že mezi Ježíšovým životem a jeho smrtí existuje koherence. Z poměrně skromného materiálu lze vyvodit, že již dvacet let po Ježíšově smrti existuje (přinejmenším) ústní tradice Ježíšových výroků a událostí z jeho života, avšak Pavel ji příliš nevyužívá.
Dalším pramenem je sbírka logií Q, která se sice nedochovala, ale o níž exegeté tvrdí, že tvoří základ Matoušova a Lukášova evangelia. Sbírka Q, sepsaná v 50. letech 1. století a rekonstruovatelná do značné míry z dochovaných evangelií, zobrazuje Ježíše jako učitele moudrosti, který ohlašuje boží království. Z této sbírky nejspíše pochází větší část horského kázání.
Třetí skupinu pramenů tvoří synoptická evangelia, která spojují Ježíšovo učení s událostmi jeho života. Tato evangelia přitom využívají již staršího materiálu, příběhů o zázracích, podobenství i Ježíšových výroky, společně s vyprávěním o Ježíšově utrpení a smrti, které bylo zapsáno zřejmě již kolem roku 40. Synoptická evangelia lze datovat mezi roky 45 a 85.
Čtvrté evangelium, totiž Janovo, představuje reinterpretaci existujících tradic a většina historiků nepovažuje události v něm obsažené za historicky doložitelné. Nechybějí ovšem hlasy, které nedatují toto evangelium až za rok 90, ale již k roku 40, a některé události, zvláště pak originální líčení Ježíšova utrpení považují za důvěryhodné vzhledem k předpokládanému stáří vyprávění a zachycenému očitému svědectví apoštola Jana.
Kromě kanonických spisů pak mezi křesťanské prameny patří i mimokanonické spisy, datované mezi 2. a 6. století a označované jako novozákonní apokryfy. Z tohoto množství nesourodých dokumentů má pro historické bádání zřejmě největší význam Tomášovo evangelium, které obsahuje množství výroků, které se v lecčem podobají výrokům synoptických evangelií. Společně s těmito spisy lze jako historický pramen označit i různá agrafa obsažená jak v mimokanonických, tak raně křesťanských spisech.

## Hodnověrnost pramenů
Zatímco nekřesťanské prameny byly v zásadě vždy považovány za autentické (s výjimkou testimonium flavianum), někteří historikové evangelia a ostatní novozákonní spisy za důvěryhodné a objektivní prameny nepovažují, protože byly sepsány Ježíšovými stoupenci, a jsou skeptičtí zvláště ohledně některých událostí, o nichž se evangelia zmiňují, a to především Ježíšových zázraků a jeho vzkříšení. Jako další argument proti hodnověrnosti těchto dokumentů jsou určité podobnosti mezi evangelním líčením a pohanskými mýty, jako např. mýtem Mithrovým, Apollónovým, Attidovým, Osiridovým či Dionýsovým. To vede některé vědce k dohadům, zda křesťané tyto mýty nepřevzali.
V polovině 19. století německý historik Ferdinand Christian Baur předpokládal, že většina knih Nového zákona byla napsána až koncem 2. století, takže mezi událostmi Ježíšova života a jejich písemným zaznamenáním uplynula tak dlouhá doba, že novozákonní spisy nemohou zachycovat historickou Ježíšovu podobu, ale nanejvýš báje a legendy. Odpověď na tuto kritiku křesťanských spisů přinesly archeologické nálezy 20. století, které potvrdily věrohodnost novozákonních spisů. Objev papyrových rukopisů Rylands P 52 (datován mezi roky 125 a 135), Chester Beatty P 46 (asi 200) a Bodmer P 66 a P 75 (asi 200) posunul dataci a Baurovu domněnku, že spisy obsahují jen mýty, vyvrátil. Současné bádání datuje konečnou verzi evangelií (tedy nikoli předchozích pracovních vrstev, které jsou ještě starší) do 2. poloviny 1. století. Za tak krátkou dobu mezi Ježíšovým životem a sepsání spisů o něm nemohlo dojít k tak zásadnímu zkreslení, aby se tyto dokumenty staly historicky nedůvěryhodnými. Rukopisná tradice tuto domněnku podporuje. V případě Nového zákona se zachovalo unikátní množství starověkých rukopisů – celkové číslo se pohybuje těsně pod šesti tisíci – které jsou navíc časově natolik blízko originálu, že se s ním nemůže srovnávat žádné dílo starověku. Zatímco u starověkých autorů se jedná o jednotlivé exempláře, maximálně desítky rukopisů, které se zachovaly s odstupem několika set let od jejich vytvoření, v případě Nového zákona je k dispozici téměř šest tisíc rukopisů, z nichž některé jsou vzdáleny jen desítky let od původního textu. Textová kritika krom toho umožnila stanovit s velkou jistotou původní text Nového zákona, který se neliší od originálu, a Nový zákon lze považovat za spolehlivý pramen.
Novozákonní prameny krom toho pocházejí od svědků, kteří Krista zažili, znali jeho učení a odvolávají se na vlastní očité svědectví případně svědectví druhých. Autorství těchto spisů nelze chápat v dnešním smyslu, ve starověku byl autor zároveň editorem již existujícího materiálu. Novozákonní spisy začaly kolovat v době, kdy si lidé události v těchto dokumentech zaznamenané stále pamatovali a mohli je potvrdit, či popřít. Věrohodnost novozákonních zpráv dokládají také některé archeologické nálezy, které kritikové evangelií odmítali jako nehistorické.
Zenon Kosidowski ve své knize „Na počátku bylo slovo“ zpochybňuje i autenticitu římských zdrojů. Tacitovo prohlášení o „christianech“ – „křesťanech“ uvádí jako anachronismus, uváděje, že slovo křesťan vzniklo v Antiochii, dlouho po smrti Ježíše Krista a nemá s jeho jménem nic společného, nýbrž jde o překlad židovského slova Mesiáš.
Poukazuje též na shodnost Tacitových a Pliniových svědectví o „křesťanech“ a na to, že i když oba zmínění autoři popisují křesťany a křesťanství, navíc jen povrchně, o Kristovi jako historické osobnosti se zmiňují velice lakonicky.
Dodává i fakt, že římská svědectví byla nalezena dlouho po jejich napsání (Tacitus nalezen v 15. století) a že křesťanští historici mohli při přepisování těchto svědectví některé informace upravit pro soudobé potřeby.
Zenon Kosidowski rovněž upozorňuje na naprostou absenci relevantních historických údajů. Není přesně známo datum narození, když Matouš ve svém evangeliu určuje jako dobu narození pozdní vládu Heroda Velikého (6.–5. př. n. l.), zatímco Lukáš dobu, kdy bylo v Judeji vyhlášeno sčítání lidu místosprávcem Quriniem (6.–7. n. l.). V případě narození je tedy rozpětí až 12 let. Nutno vzít v potaz, že rok 1 n. l. již neuznává ani církev a hovoří o odchylce 4 let.[zdroj?]
Rovněž není známo vzezření historického Ježíše, když raní křesťané v polemice „Proti Celsovi“ užívají argumentu, že Ježíš Kristus byl „ošklivý“ a tělesně slabý, ale jeho duše byla božská, zatímco pozdější křesťané (Jan Zlatoústý) přejímají pohanská dogmata o „harmonii duše a těla“ a popisují Ježíše Krista jako „krásného člověka“. Pohanskokřesťanský pohled Jana Zlatoústého se později ustálil a církevní synody prohlásili raná křesťanská svědectví o Ježíšově „ošklivosti“ za apokryfní.
Při analýze křesťanských dokumentů je zapotřebí mít na paměti jejich literární žánr, který umožňuje pochopit poselství textu. Evangelia nejsou biografií, ani morálně-výchovnými příběhy, ani kronikou, nýbrž specifickým druhem, který v antické literatuře nemá obdoby. Ačkoli je život a učení Ježíše Nazaretského předmětem těchto evangelií, jejich prvořadý zájem není historický, biografický, filosofický, etický či asketický. Evangelia mají především kérygmatický charakter a představují Ježíše především jako příklad k následování a někoho, kdo nabízí člověku spásu. Evangelia tedy nejsou literaturou faktu, ale zároveň nepostrádají historické váhy.

## Historicita Ježíšova života
Navzdory starověkým svědectvím, jak křesťanským, tak nekřesťanským, někteří historikové samotnou existenci Ježíšovy osobnosti zpochybňují. Benjamin Urrutia na základě Flaviova vyprávění tvrdí, že historickým Ježíšem byl ve skutečnosti rabín Ješua bar Aba (Barabáš), který vedl úspěšný nenásilný odpor proti Pilátovu plánu umístit na Chrámové hoře v Jeruzalémě římské orly, symbol Jovova kultu.[zdroj?] Angličan John Allegro pak dokonce tvrdí, že Ježíš bylo jméno pro halucinogenní houbu. V pramenech ovlivněných komunistickou ideologií (např. Malá československá encyklopedie) bývá Ježíš Kristus popisován jako mytická osoba a jeho historická existence se zpochybňuje. Jakkoliv se s názorem, že Ježíš nikdy nežil, lze i nadále setkat, jedná se o zcela okrajové stanovisko, které odmítá drtivá většina historiků a kritika pramenů. Mezi významné kritiky historické existence postavy Ježíše v současnosti patří například americký historik Richard Carrier, který pomocí bayesovské statistiky zhodnotil hodnověrnost historických pramenů zmiňujících Ježíšovu existenci a dospěl k závěru, že neexistuje důkaz Ježíšovy existence, který by byl nezávislý na Novém zákoně a každý příběh evangelií má zřetelný alegorický nebo propagandistický záměr. Tudíž je historická existence Ježíše pochybná.
Zastánci Ježíšovy historicity argumentují skutečností, že Ježíš patří k historicky nejlépe doloženým postavám antiky, a to i ve srovnání např. s Alexandrem Velikým či jinými vladaři, o jejichž existenci nikdo nepochybuje (viz výše). O málokteré osobnosti bylo již krátce po jeho smrti napsáno tolik spisů jako o Ježíši. Kromě samotných, výše citovaných, antických svědectví dokazují zastánci historicity Ježíšova života též ex silentio. Podle této argumentace o Ježíšově životě jako takovém nepochyboval nikdo z raných odpůrců nového náboženství, mezi něž patří např. Frontón z Kyrty, Kelsos, Flavius Iosephus a Filostratos, kteří potírají křesťanství především na základě filosofické argumentace a nikoli zpochybnění historicity Ježíšova života. Argumentem může být též skutečnost, že křesťanství obsahuje několik tvrzení, která byla natolik pohoršlivá jak pro pohanské, tak i pro židovské obyvatelstvo římské říše, že je nepředstavitelné, aby toto náboženství vzniklo bez vlivu určité historické postavy.

## Hledání historického Ježíše
Bádání o historickém Ježíši vzniklo kolem roku 1740, kdy se začala od základů proměňovat teorie vědění a obzvláště pochopení bible v křesťanské Evropě. Do té doby byla bible ve shodě s církevní naukou pokládána za Písmo svaté, které Bůh nejenže autorizoval, ale doslovně inspiroval.
Vynálezem knihtisku v 15. století se přístup k biblickým textům změnil. Renesance si kladla otázku po původním, spolehlivém textu, což předpokládalo textovou kritiku. Reformátoři vyznávali zásadu, že bible vykládá sama sebe (sola scriptura), odmítali závazný církevní výklad a uznávali jen doslovný smysl (sensus literalis). Zároveň Martin Luther chápal Krista jako střed bible, východisko a normu biblické kritiky (solus Christus). Tento důraz na sjednocení tištěných verzí a obecnou srozumitelnost bible připravil cestu pozdější radikálnější osvícenské kritice.
S pokrokem v přírodních vědách zesílil zájem o zjistitelná a ověřitelná fakta také ve vědách humanitních. Bylo nutno vysvětlit rozpory mezi jednotlivými texty v evangeliích, protože lidé bibli samostatně četli a kladli si nad ní otázky. Deisté se pokoušeli nalézt historického Ježíše pod novozákonní a dogmatickou „přemalbou“. Bádání o historickém Ježíši tak bylo těsně spojeno s emancipací buržoazních vrstev od středověké církevní hegemonie.

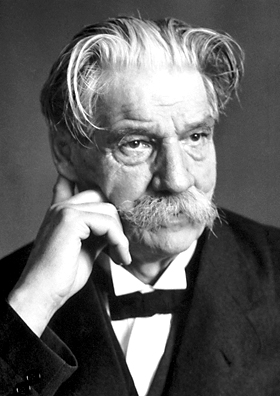
Albert Schweitzer, z jehož knihy Dějiny bádání o historickém Ježíši termín pochází.

### První hledání
S koncem osvícenství se evropští biblisté začali odvracet od textové analýzy a pokusů o harmonizaci evangelií. Místo toho vytvářeli Ježíšovy životopisy, které typicky nesly název Život Ježíšův. Tyto pokusy o sestavení Ježíšova životopisu vešly ve známost jako první „hledání historického Ježíše“. Název je odvozen z knihy Alberta Schweitzera Dějiny bádání o historickém Ježíši.
Koncem 19. století existovala již řada Životů Ježíšových. Některé z nich chtěly jen vyvolat senzaci – nevznikly proto, že by se objevila nějaká nová fakta, ale proto, že někteří lidé četli a vykládali evangelia novým způsobem. V těchto příbězích Životů Ježíšových byl často silný romantický a psychologizující prvek, případně obsahovaly příběhy nezmíněné v žádném z evangelií či jiných historických dokumentech. Např. Ernest Renan využil epizodu, kde Ježíš triumfálně vjíždí do Jeruzaléma na oslu, k vystavění příběhu o tesaři Ježíšovi, který byl něžným prorokem a majitelem osla, na němž přejížděl mezi galilejskými městy.
Mark Powell uvádí, že Životy Ježíšovy byly zpravidla inspirovány třemi momenty: 1. velkým zastřešujícím konceptem (např. Ježíš jako reformátor), který určoval téma knihy a v jehož intencích byla evangelia vykládána; 2. vyloučením těch částí evangelijních zpráv, které tomuto konceptu neodpovídaly; 3. přidáním nového materiálu, který se neobjevoval v žádném z evangelií, aby se vyplnila bílá místa v příběhu. Andreas J. Köstenberger uvádí, že v mnoha případech tyto příběhy vykreslují Ježíše způsobem, který „připomíná hledače samotného“ spíše než židovskou postavu prvního století.
Některé z těchto Životů Ježíšových křesťanství vychvalovaly, jiné na ně útočily. Hermann Reimarus (1694–1768) v jedné z prvních významných publikací na toto téma vylíčil Ježíše jako nepříliš úspěšného politického revolucionáře, který své poslání spatřoval v nastolení Boha jako krále Izraele. Reimarus ve svém traktátu odmítl zázraky a obvinil biblické autory z podvodu, avšak nikdy svou práci nepublikoval a teprve po jeho smrti ji vydal Gotthold Lessing (1729–1781). Baron d'Holbach (1723–1789), jehož záměrem nebylo hledat historického Ježíše, ale kritizovat náboženství, napsal spis Ecce Homo – Dějiny Ježíše Nazaretského a vydal jej anonymně v Amsterdamu v roce 1769. Do angličtiny přeložil knihu George Houston a vydal ji hned dvakrát: v roce 1799 a pak 1813. Když se k ní přihlásil jako její autor, byl odsouzen za rouhání na dva roky do vězení.

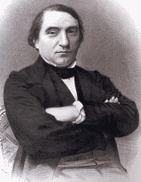
Ernest Renan, autor jednoho z nejčtenějších Životů Ježíšových v 19. století

David Strauss (1808–1874) se již ve svých 27 letech stal průkopníkem „hledání historického Ježíše“, když všechny nadpřirozené události odmítl jako mytologii. Jeho Život Ježíšův z roku 1835 byl jedním z prvních a nejvlivnějších systematických rozborů Ježíšova životního příběhu, který měl být založen na nestranném historickém bádání. Strauss chápal zázračná vyprávění z Ježíšova života v evangeliích jako mýtus a výtvor představivosti prvních křesťanů, kteří si vyprávěli příběhy a popisovali přirozené události jako zázračné. Z autorů píšících po Straussovi především Ernest Renan ve své úspěšné knize Vie de Jesus z roku 1863 spojil akademický přístup se sentimentální a beletristickou psychologizující interpretací. Příkladem je Renanovo tvrzení, že Ježíš kázal „sladké evangelium lásky“, dokud byl v Galileji, stal se však revolucionářem po svém příchodu do Jeruzaléma a střetu s tamním establishmentem.
Johannes Weiss (1863–1914) a William Wrede (1859–1906) upozornili akademický svět na eschatologický aspekt Ježíšova působení. Oba byli rozhodnými anti-liberály a jejich výklad zdůrazňoval neobvyklou povahu Ježíšova působení a učení. Wrede psal o tématu „mesiášského tajemství“ v Markově evangeliu a zastával názor, že první křesťané používali tuto metodu, aby vysvětlili, proč se Ježíš sám neprohlásil za Mesiáše.
Albert Kalthoff (1850–1906) ve své knize Jak vzniklo křesťanství. Nové příspěvky k problému Krista (1904), v kapitole „Existoval historický Ježíš?“ píše: „Syn Boží, Pán veškerenstva, narozený z Panny a vzkříšený z mrtvých, a tesařův syn s revolučními sklony jsou dvě naprosto rozdílné bytosti. Byl-li jeden z nich historickým Ježíšem, druhý jím zcela jistě nebyl. Skutečná otázka Ježíšovy historicity nezní pouze, zda mezi mnoha judskými pretendenty mesiášství se vyskytlo jméno Ježíš, ale zda historickou postavu tohoto Ježíše můžeme rozpoznat v evangeliích a zda jej máme považovat za zakladatele křesťanství.“
Albert Schweitzer (1875–1965), historik teologie, ve své knize Dějiny bádání o historickém Ježíši – od Reimara k Wredemu (1906, první vydání) odsoudil subjektivismus různých spisovatelů, kteří Ježíše nahlíželi prizmatem svých vlastních preferencí. Tři kapitoly v knize (7, 8 a 9) jsou věnovány Davidu Straussovi, jedna (11) Bruno Bauerovi. Bruno Bauer (1809–1882) byl prvním akademickým teologem popírajícím Ježíšovu historicitu. Německá akademická obec však jeho práci neuznávala a před zapomenutím ji zachránil teprve Albert Kalthoff. Schweitzer vysoce cenil Bauerova raná díla, neztotožňoval se však s jeho tvrzením o Ježíšově nehistoričnosti.
Přímým útokem na „první hledání“ se stala kniha Mýtus o Kristu, poprvé vydaná roku 1909. Její autor Arthur Drews razí teorii kristovského mýtu a popírá existenci historického Ježíše. Kniha popularizující tezi Bruno Bauera vyvolala mezinárodní rozruch. Jak v roce 1912 poznamenává S. J. Case, pochybnosti o Ježíšově existenci se v posledním desetiletí objevily na mnoha místech, ale nikde s takovou razancí jako v Německu, kde se hnutí skeptiků stalo regulérní propagandou. „Náčelníkem tohoto křídla je Arthur Drews, profesor filosofie v Karlsruhe. Od vydání jeho knihy Mýtus o Kristu v roce 1909 se veřejnost s tématem neustále setkává prostřednictvím diskusí na různých místech, zvláště v některých významných univerzitních střediscích, jako jsou Jena, Marburk, Giessen, Lipsko či Berlín.“
V odpověď na Drewsovu tezi zařadil Schweitzer do druhého vydání svých Dějin bádání o historickém Ježíši z roku 1913 (Geschichte der Leben-Jesu-Forschung, 2. Auflage, 1913) dvě nové kapitoly:
- Kapitola 22 (s. 451–499), „Nejnovější popření Ježíšovy historicity“ (Die Neueste Bestreitung der Geschichtlichkeit Jesu) analyzuje Drewsovu tezi a dalších osm pisatelů, kteří se s ní ztotožňují.
- Kapitola 23 (s. 500–560), „Diskuse o Ježíšově historicitě“ (Die Diskussion über die Geschichtlichkeit Jesu) uvádí přehled 40 publikací autorů, kteří se s Drewsem kriticky vyrovnávají. Schweitzer pokračuje ve své systematické expozici problémů a potíží v teoriích popírajících Ježíšovu existenci, autentičnost Pavlových listů a nakonec i Pavlovu historičnost.

Schweitzer upozornil na skutečnost, že všechny Ježíšovy životopisy 19. století zanedbávaly nebo zcela opomíjely Ježíšovu apokalyptickou zvěst, a vytvořil svou vlastní verzi Ježíšova profilu v židovském apokalyptickém kontextu. Poté usoudil, že hledání historického Ježíše je ztrátou času, opustil biblické bádání a odešel do Afriky jako lékař a misionář.

### Konec prvního hledání
Předchůdcem Schweitzerovy práce byla kniha Martina Kählera Takzvaný historický Ježíš a dějinný biblický Kristus, vydaná v roce 1896. Kähler v ní argumentuje, že nelze odloučit historického Ježíše od Krista víry a že hlavním úkolem biblické analýzy je především lépe pochopit Krista víry, který ovlivnil dějiny. Kählerovu práci si oblíbili konzervativci i liberálové a společně se Schweitzerovou knihou přispěla k ukončení „prvního hledání“.

### Období „nehledání“
Schweitzerova kritika z roku 1906 vzala dřívějším pokusům o rekonstrukci historického Ježíše vítr z plachet a často je považována za začátek období „nehledání“, které trvalo až do přednášky Ernsta Käsemanna v roce 1953 – začátku „druhého hledání“.
Klíčovou postavou tohoto mezidobí byl Rudolf Bultmann, který zůstal skeptickým v otázce relevance a potřebnosti bádání o historickém Ježíši a zastával názor, že jediné, co o Ježíšovi potřebujeme vědět, je „že“ (německy dass) jeho existence – že Ježíš žil, kázal a byl ukřižován, kdežto další konkrétní události z jeho života jsou nepodstatné. Bultmann také podporoval studium ústní tradice, která uchovala materiál evangelií.
Bultmann věřil, že o Ježíšovi lze poznat jen několik nahodilých detailů a že zkoumat je nemá smysl, protože vše, na čem záleží, je následovat „Ježíšovo povolání“, které lze zakusit jen existenciálním setkáním s Božím slovem. Bultmann argumentuje, že nejranější křesťanská literatura se málo zajímala o konkrétní zeměpisné údaje a že studium Ježíše metodou historické analýzy je nejen nemožné, ale i zbytečné. Nakonec však Bultmann nezavřel zcela dveře historickému bádání a v roce 1948 doporučil v něm pokračovat.

### Druhé hledání
Zatímco přesný začátek prvního a třetího hledání nelze stanovit, v případě druhého hledání tento údaj známe. Je jím přednáška Ernsta Käsemanna nazvaná „Problém historického Ježíše“, kterou přednesl 20. října 1953 na výročním shromáždění absolventů marburské univerzity, kteří stejně jako Käsemann studovali u Rudolfa Bultmanna.
Svou přednáškou se Käsemann rozešel se stanovisky svého učitele Bultmanna, který zdůrazňoval teologický přístup a ještě v roce 1926 argumentoval, že bádání o historickém Ježíši je mrháním časem (byť později toto stanovisko zmírnil). Käsemann zastával názor, že ačkoli je možno interpretovat evangelia teologicky, obsahují současně historické vzpomínky, které mohou být zdrojem informací o Ježíšovi. Tento názor stál na počátku „nového hledání“, dnes známého jako druhé hledání historického Ježíše. Většina badatelů tohoto „druhého hledání“ byli buď Němci nebo studenti německých učitelů.
Käsemannův názor, že o Ježíšovi se můžeme něco dozvědět, pokud systematicky pracujeme s nástroji historické analýzy, se ukázal jako velmi vlivný a inspiroval řadu badatelů, aby vyvinuli nové přístupy ke studiu historického Ježíše. Jedním z významných počinů vycházejících z tohoto přístupu byla kniha Günthera Bornkamma Ježíš Nazaretský (1956), z níž pochází jeho známý výrok: „Co mají evangelia říci o zvěsti, činech a příběhu Ježíšově, má stále prvek autentičnosti… tyto rysy ukazují přímo k pozemské Ježíšově postavě.“ Kniha Jamese M. Robinsona Nové hledání historického Ježíše (1959) se dočkala mnoha reedicí, což naznačuje vysokou míru zájmu o tuto problematiku v šedesátých letech.
K analýze biblických textů zavádí Käsemann „kritérium nepodobnosti“, které porovnává danou evangelijní pasáž (např. Ježíšův výrok) s dobovým židovským kontextem a pokud se mu vymyká, považuje její autentičnost za pravděpodobnější. V období druhého hledání bylo zavedeno také „kritérium trapnosti“, které pokládá za nepravděpodobné, aby si skupina vymyslela příběh, který ji uvádí do rozpaků. Podle tohoto kritéria by si např. raná církev nikdy nevymyslela jádro příběhu o Ježíšovu křtu, protože Jan křtil na odpuštění hříchů, zatímco Ježíš byl pokládán za bezhříšného. Příběh Ježíšova křtu do tohoto modelu nezapadá; navíc jako by Jana nadřazoval Ježíšovi, což je dalším zdrojem rozpaků. Samotný Ježíšův křest je tedy patrně historická událost, avšak zmínky o holubici a hlasu z nebe budou spíše pozdějšími ornamentálními doplňky.
Počátkem 70. let původní zájem o „druhé hledání“ prakticky vyprchal. Řada badatelů spojuje jeho konec s klesajícím vlivem Bultmannových myšlenek; např. Ben Witherington píše: „S úpadkem Bultmannova vlivu a nadšení pro existencialismus odeznělo také nadšení druhého hledání.“ Geza Vermes prohlašuje: „Vzhledem k nedozírnému Bultmannovu vlivu na německou a skrze jeho bývalé studenty i severoamerickou novozákonní biblistiku se hodiny skutečného historického bádání na půl století zastavily.“ Paul Zahl si všímá, že ačkoli druhé hledání přineslo ve své době významné výsledky, dnes jsou namnoze zapomenuty, byť nikdy nedošlo k jejich vyvrácení.

### Třetí hledání
Druhé hledání se vyčerpalo v 70. letech, avšak již v 80. letech začalo třetí hledání a získalo své formální stoupence. Na rozdíl od druhého nemá třetí hledání žádný jasně definovaný počátek; objevilo se, když několik badatelů krátce po sobě formulovalo nové přístupy. V roce 1992 označil N. T. Wright tyto nové přístupy jako „třetí hledání“.
Kromě starších kritérií vícenásobného svědectví, nepodobnosti a trapnosti vznikla v období třetího hledání nová kritéria, zejména:
- Kritérium historické plauzibility, zavedené v roce 1997. Tento princip zkoumá věrohodnost události pomocí prvků, jakými jsou např. kontextuální a následková uvěřitelnost, tj. historický kontext události musí být přiměřený, stejně jako její následky.[44] V poslední době většina badatelů dává tomuto kritériu přednost před kritériem nepodobnosti, takže události zapadající do historického kontextu se považují za pravděpodobnější.[72]
- Kritérium odmítnutí a popravy, vytvořené v roce 1985.[44] Od ostatních kritérií se velmi liší a místo zkoumání autentičnosti jednotlivých Ježíšových výroků zaměřuje pozornost na skutečnost, že Ježíš byl odmítnut Židy a popraven Římany, a pak se ptá, jaká slova a činy tomu odpovídají. John P. Meier říká, že podle tohoto kritéria by neprovokující Ježíš byl těžko ukřižován, takže Ježíšovy výroky jsou zkoumány ve světle ukřižování.[75]
- Kritérium kongruence (či kumulativního nepřímého důkazu) je zvláštním případem staršího kritéria koherence.[66] Kritérium koherence, známé též jako kritérium konzistence a konformity, vychází z toho, co už je uznáváno jako prokazatelně historické, a zkoumá, zda nová hypotéza je s tím konzistentní a koherentní.[76] Kritérium kongruence je pak podpůrným argumentem ve prospěch hypotézy, jestliže pozorování na základě jiných dat vedou k podobným závěrům.[66]

Některá další navržená kritéria považují badatelé třetího hledání za pochybná a nespolehlivá. Mezi ně patří kritérium přítomnosti aramejských prvků, které navrhl Joachim Jeremias. Toto kritérium posuzuje biblický výrok na základě rozpoznatelných aramejských prvků ve slovní zásobě či gramatice. Podobně kritérium palestinského prostředí pokládá výrok za autentický, pokud odpovídá palestinskému prostředí Ježíšovy doby. Kritérium živosti vyprávění předpokládalo, že výrok formulovaný jazykem živějším než okolní text může pocházet od očitého svědka, toto kritérium však většina badatelů nepokládá za průkazné.
Významným rysem třetího hledání je také role archeologie. Jak říká James Charlesworth, jen málo moderních badatelů dnes záměrně přehlíží archeologické objevy, které objasňují život v Galileji a Judsku v Ježíšově době. Dalším rysem třetího hledání je jeho interdisciplinární a globální povaha. Zatímco v prvním a druhém hledání se angažovali především evropští protestantští teologové, třetího hledání se účastní badatelé mnoha oborů z celého světa. Např. přínosem židovských badatelů k hledání historického Ježíše je jejich důkladná znalost judaismu druhého chrámu.

### Historické interpretace Ježíše
Většina badatelů se dnes shoduje, že Ježíš jako historická postava existoval, avšak Ježíšovy portréty vytvořené během trojího hledání se často liší mezi sebou navzájem i od portrétu, který známe z evangelií. Amy-Jill Levineová nachází obecný akademický konsenzus v základních bodech Ježíšova života: že Ježíš byl pokřtěn Janem Křtitelem, dostal se do sporu s židovskými představiteli o otázce Boha, uzdravoval, učil v podobenstvích, shromažďoval učedníky a byl ukřižován za římského prefekta Piláta Pontského.
Rozdílné důrazy v hlavním interpretačním proudu třetího hledání lze shrnout do několika skupin: Ježíš jako apokalyptický prorok, charismatický uzdravovatel, kynický filosof, židovský Mesiáš nebo prorok sociální změny. Ačkoli se badatelé rozcházejí v interpretacích jeho života i v samotné interpretační metodě, existují mezi nimi jisté shody. Někdy se vzájemně kritičtí badatelé v určité otázce setkávají; např. John Dominic Crossan a N.T. Wright souhlasí, že Ježíš nebyl „primárně apokalyptický“, ačkoli zároveň věří, že apokalyptickou zvěst skutečně kázal, kdežto jiní (např. Marcus Borg a Burton L. Mack) se od nich v tomto ohledu odlišují. Třetí hledání je tedy roztříštěné a nedospívá k žádnému obecně sdílenému Ježíšovu obrazu.
Ve své knize Dějiny bádání o historickém Ježíši (1906) si Albert Schweitzer povšiml podobnosti jednotlivých Ježíšových portrétů badatelů, kteří je sestavují. John Dominic Crossan má za to, že tento trend pokračuje, takže mnozí autoři píšící o Ježíšově životě „tvoří autoportrét a říkají mu portrét.“